# نورد وی‌پی‌ان
نورد وی پی ان (به انگلیسی: NordVPN) یک ارائه دهنده خدمات شبکه خصوصی مجازی (VPN) است. این سرویس دارای برنامه‌های دسک تاپ برای ویندوز، مک‌اواس و لینوکس، و برنامه‌های تلفن همراه برای اندروید و آی‌اواس و همچنین یک برنامه کاربردی برای اندروید تی‌وی است. نورد وی پی ان برای روترهای بی‌سیم، دستگاه‌های NAS و سایر سیستم عامل‌ها نیز در دسترس است.
نورد وی‌پی‌ان در کشور پاناما مستقر است، زیرا این کشور هیچ قانون اجباری برای نگهداری اطلاعات ندارد و در اتحاد فایو آیز شرکت نمی‌کند.

## تاریخچه
به گفته وبسایت، نورد وی‌پی‌ان در سال ۲۰۱۲ توسط «چهار دوست دوران کودکی» تأسیس شد. اواخر ماه مه سال ۲۰۱۶، نسخه اندروید و سپس در همان سال نسخه آی‌اواس عرضه شد. در اکتبر ۲۰۱۷، نورد وی پی ان یک افزونه مرورگر برای گوگل کروم انتشار داد. در ژوئن ۲۰۱۸، این سرویس برنامه ای را برای اندروید تی‌وی راه اندازی کرد. از اکتبر ۲۰۱۹، نورد وی‌پی‌ان بیش از ۵۲۰۰ سرور در ۶۲ کشور جهان کار می‌کرد.
در مارس ۲۰۱۹، گزارش شد که نورد وی‌پی‌ان از مقامات روسیه بخشنامه دستوری برای پیوستن به یک فهرست دولتی از وب سایت‌های ممنوعه دریافت کرده که مانع از دور زدن سانسور اینترنتی دولت روسیه توسط کاربران روسی که از نورد وی‌پی‌ان استفاده می‌کنند می‌شود. گزارش شد که به نورد وی‌پی‌ان تا یک ماه مهلت داده شد تا این دستور را اجرا کند وگرنه از سوی مقامات روسیه با مسدودیت مواجه خواهد شد. نورد وی پی ان از پذیرفتن درخواست سر باز زد و سرورهای روسی خود را در اول آوریل خاموش کرد. در نتیجه، نورد وی‌پی‌ان هنوز در روسیه فعالیت می‌کند، اما کاربران روسی دسترسی به سرورهای محلی ندارند.
در سپتامبر ۲۰۱۹، نورد وی‌پی‌ان یک سرویس مخصوص VPN برای تجارت به اسم NordVPN Teams معرفی کرد، این برنامه برای مشاغل کوچک و متوسط، تیم‌های از راه دور و فریلنسرها، که نیاز به دسترسی ایمن به منابع کاری دارند، ساخته شده‌است.
در دسامبر ۲۰۱۹، نورد وی‌پی‌ان به یکی از پنج عضو مؤسسه «VPN Trust Initiative» درآمد و وعده داد که امنیت آنلاین و همچنین خودتنظیمی و شفافیت بیشتر در صنعت را ارتقا خواهد داد.
در اوت سال ۲۰۲۰، تروی هانت ، یک متخصص امنیت اینترنت در استرالیا و بنیانگذار Have I Be Pwned؟، از همکاری با نورد وی‌پی‌ان به عنوان مشاور استراتژیک خبر داد. او در وبلاگ خود این همکاری را چنین توصیف کرد «کار با نورد وی‌پی‌ان روی ابزارهایش و پیام رسانی با هدف کمک به آنها برای بهتر کردن یک محصول عالی.»

## امکانات
نورد وی‌پی‌ان از طریق یک سرور از راه دور که توسط این خودش اداره می‌شود، ترافیک اینترنتی همه کاربران را هدایت می‌کند، در نتیجه نشانی آی‌پی آنها را مخفی کرده و تمام داده‌های ورودی و خروجی را رمزگذاری می‌کند. برای رمزگذاری، نورد وی‌پی‌ان از فناوری اوپن وی‌پی‌ان و مبادله کلید اینترنت/آی‌پی‌سک در برنامه‌های خود استفاده می‌کند. علاوه بر سرورهای VPN عمومی، این سرویس ارائه دهنده سرورهایی را برای اهداف خاص نیز است، مثل اشتراک گذاری P2P، رمزگذاری دوگانه و اتصال به شبکه ناشناس تور.
در یک زمان نورد وی‌پی‌ان از ارتباطات قرارداد تونل‌زنی لایه ۲ (L2TP / IPSec) و قرارداد تونل‌زنی نقطه‌به‌نقطه (PPTP) برای روترها استفاده می‌کرد، اما بعداً حذف شدند، زیرا عمدتاً منسوخ و ناامن بودند.
نورد وی‌پی‌ان دارای برنامه‌های دسک تاپ برای ویندوز، مک‌اواس و لینوکس و همچنین برنامه‌های تلفن همراه برای اندروید و آی‌اواس و اندروید تی‌وی است. مشترکین همچنین به پسوندهای پراکسی رمزگذاری شده برای مرورگرهای کروم و فایرفاکس دسترسی پیدا می‌کنند. مشترکان می‌توانند حداکثر به ۶ دستگاه به‌طور همزمان متصل شوند.
در نوامبر ۲۰۱۸، نورد وی‌پی‌ان ادعا کرد که سیاست ورود به سیستم خود از طریق ممیزی توسط پرایس‌واترهاوس‌کوپرز تأیید شده‌است.
در ژوئیه ۲۰۱۹، نورد وی‌پی‌ان یک ابزار وی پی ان به اسم NordLynx منتشر کرد، این ابزار بر اساس پروتکل تجربی وایرگارد برنامه‌نویسی شده که عملکردی بهتر از پروتکل‌های تونل IPsec و OpenVPN دارد. NordLynx در دسترس کاربران لینوکس است و طبق آزمایش‌های انجام شده توسط مجله بریتانیایی وایرد، این سرویس «تحت برخی شرایط افزایش سرعت صدها مگابایت بر ثانیه» را نشان می‌دهد.
در آوریل ۲۰۲۰، نورد وی‌پی‌ان اعلام کرد به تدریج پروتکل NordLynx مبتنی بر WireGuard را در همه سیستم عامل‌های خود ارائه می‌دهد. قبل از پیاده‌سازی گسترده، این پروتکل از ۲۵۶٬۸۸۶ تست که شامل ۴۷ ماشین مجازی در ۹ ارائه دهنده مختلف، در ۱۹ شهر و ۸ کشور بود، عبور کرد و تست‌ها میانگین سرعت بارگیری و بارگذاری بالاتر از اوپن وی‌پی‌ان (OpenVPN) و مبادله کلید اینترنت (IKEv2) را نشان دادند.

## مشکلات امنیتی و جنجال‌ها
در ۲۱ اکتبر ۲۰۱۹، یک محقق امنیتی در توییتر نقض سرور نورد وی‌پی‌ان که یک رمزنگاری کلید عمومی را فاش می‌کرد، منتشر کرد. این حمله سایبری دسترسی ریشه ای را به مهاجمین اعطا می‌کرد که برای تولید یک گواهی HTTPS مورد استفاده قرار گرفت و مهاجمان را قادر به انجام حملات حمله مرد میانی برای رهگیری ارتباطات کاربران نورد وی‌پی‌ان می‌کرد. در پاسخ، نورد وی‌پی‌ان تأیید کرد که یکی از سرورهای مستقر در فنلاند در مارس ۲۰۱۸ نقض شده. این اکسپلویت نتیجه یک آسیب‌پذیری در سیستم مدیریت از راه دور مرکز داده بود که از ۳۱ ژانویه تا ۲۰ مارس ۲۰۱۸ سرور فنلاند را تحت تأثیر قرار داد. به گفته نورد وی‌پی‌ان، دیتا سنتر در فنلاند این نقض امنیتی را در ۱۳ آوریل ۲۰۱۹ اطلاع و نورد وی‌پی‌ان به رابطه خود با این دیتا سنتر پایان داد. محققان و رسانه‌های امنیتی نورد وی‌پی‌ان را به دلیل عدم اطلاع‌رسانی سریع تخلف پس از آگاهی یافتن شرکت، مورد انتقاد قرار دادند. نورد وی‌پی‌ان اظهار داشت که این شرکت در ابتدا قصد داشت این تخلف را پس از اتمام حسابرسی‌های داخلی خود اعلام کند.
در تاریخ ۲۹ اکتبر ۲۰۱۹، نورد وی‌پی‌ان برنامه باگ باونتی معرفی کرد. برنامه جایزه برای باگ در دسامبر ۲۰۱۹ راه اندازی شد و به محققان امکان دریافت پاداش پولی برای گزارش نقص حیاتی سرورها را داد.
در تاریخ ۱ نوامبر ۲۰۱۹، طی یک حادثه، گزارش شد که تقریباً ۲۰۰۰ نام کاربری و رمزعبور حساب‌های نورد وی‌پی‌ان از طریق پر کردن اطلاعات کاربری در معرض نمایش قرار گرفته‌است.

## بازتاب‌ها
در یک نقد در فوریه ۲۰۱۹ توسط پی‌سی مگزین، نورد وی‌پی‌ان به دلیل ویژگی‌های امنیتی قوی و «شبکه عظیم سرورها» مورد ستایش قرار گرفت، گرچه قیمت آن گران بود. در نقد رسانه سی‌نت در مارس ۲۰۱۹، این رسانه به شش اتصال همزمان نورد وی‌پی‌ان و گزینه اختصاصی IP اشاره کرد. در یک نقد و بررسی منتشر شده توسط تامز هاردویر در اکتبر ۲۰۱۹ ، منتقد به این نتیجه رسید که «نورد وی‌پی‌ان مقرون به صرفه است و تمام ویژگی‌هایی را ارائه می‌دهد که حتی نخبه‌های هاردکور وی پی ان، آنها را مناسب می‌دانند» نویسنده یادآور شد که شرایط خدمات آن هیچ کشوری را که دارای صلاحیت باشد ذکر نمی‌کند، و نوشت این شرکت می‌تواند در مورد مالکیت خود شفافیت بیشتری داشته باشد. این شرکت از همان زمان با صراحت پاناما به عنوان کشور صلاحیت خود، به روز کرده‌است. انتشارات تک‌ریدار نورد وی پی ان را برای دور زدن سانسور اینترنت در سطح دولت، از جمله دیوار آتش بزرگ چین توصیف کرد.